# وادي جرية
وادي جرية بمركز ختبة شمال شرقي والواقع في الرهوات أسفل مركز ختبة تابع لمحافظة المجاردة.

## نبذة عن وادي جرية
وتتميز البحيرة بطولها وامتدادها في مجرى الوادي وعمقها الذي يتميز بعشرات الأمتار في بعض الأجزاء، وهي واحدة من الوجهات السياحية في المحافظة، وأظهر المقطع جمال البحيرة والمساحات الخضراء على جوانبها التي أعطت مظهرًا رائعًا لجمال الطبيعة جنوب المملكة بشكل عام.وادي جرية بمركز ختبة شمال شرقي والواقع في الرهوات أسفل مركز ختبة تابع  لمحافظة المجاردة